# Neolamprologus multifasciatus
Espèce
Statut de conservation UICN

 LC  : Préoccupation mineure
Neolamprologus multifasciatus est une espèce de poissons appartenant à la famille des Cichlidae.

## Localité
Cette espèce est endémique du lac Tanganyika en Afrique.

## Habitat
Neolamprologus multifasciatus est un des plus petits cichlidés. Il loge principalement dans les coquilles vides de gastéropodes. En milieu naturel, il fréquente les lits de coquilles de Neothuma qui peuvent se compter par milliers.

## Taille
Le mâle atteint cinq centimètres dans la longueur et la femelle seulement 2,5 cm.

## Coloration
Cette espèce a une coloration blanche pâle avec des barres verticales noires. A ne surtout pas confondre avec Neolamprologus similis.

## Dimorphisme sexuel
L'espèce est monomorphique, signifiant que les individus sont extrêmement difficiles ou impossible à sexer.
On peut tout de même faire une distinction à l'âge adulte, le mâle est légèrement plus grand mais surtout d'aspect plus robuste ou lors de la reproduction.
En aquarium, la femelle reste souvent au-dessus d'une coquilles et le mâle au-dessus de tout son territoire qui peut comporter plusieurs femelles.

## Maintenance en aquarium
Cette espèce possède plusieurs qualités en font un des cichlidés du lac Tanganyika les plus faciles à maintenir en aquarium :
- Sa petite taille permet de maintenir une colonie dans un bac à partir de 100 litres
- Sa reproduction est aisée, à partir de 3 ou 4 individus on obtient généralement une petite colonie au bout de quelques semaines
- Son habitat conchylicole permet de peupler des zones de l'aquarium laissées vides par les autres espèces de cichlidés qui vivent en général dans les éboulis rocheux

Pour maintenir les multifasciatus en aquarium, il faut créer un aquarium de type Lac Tanganyika, c'est-à-dire avec pas ou peu de plantes, un éclairage assez faible, des pierres calcaires, et une eau basique et dure. Il faut ensuite disposer des coquilles d'escargot vides au fond de l'aquarium, en grand nombre et sur plusieurs couches. Les multifasciatus vont alors coloniser ce lit de coquilles et se reproduire. Un volume de 100 litres d'eau est un minimum pour héberger une colonie dans de bonnes conditions, et si on veut les mélanger avec d'autres espèces il faudra un volume plus important.
| Origine         | Afrique           | Eau           | Eau douce    |
| Dureté de l'eau | 10-20 °GH         | pH            | 8,0-9,0      |
| Température     | Entre 23 et 26 °C | Volume mini.  | 100 L        |
| Alimentation    | Omnivore          | Taille adulte | Environ 5 cm |
| Reproduction    | Conchylicole      | Zone occupée  | Fond         |
| Sociabilité     | Interespèce       | Difficulté    | Facile       |

## Galerie

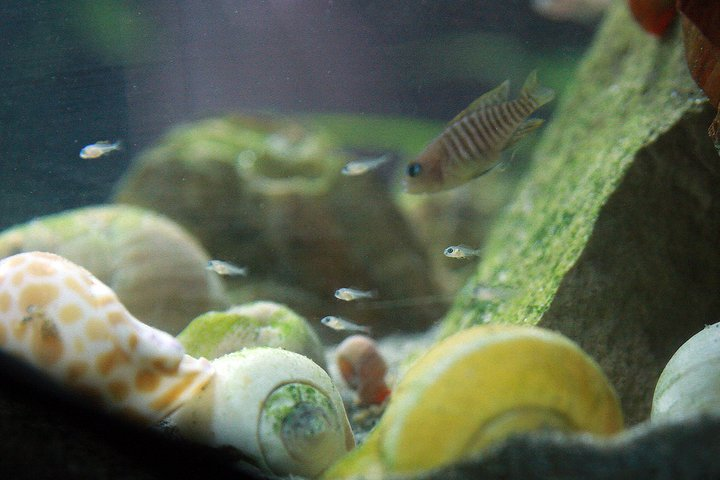
des jeunes
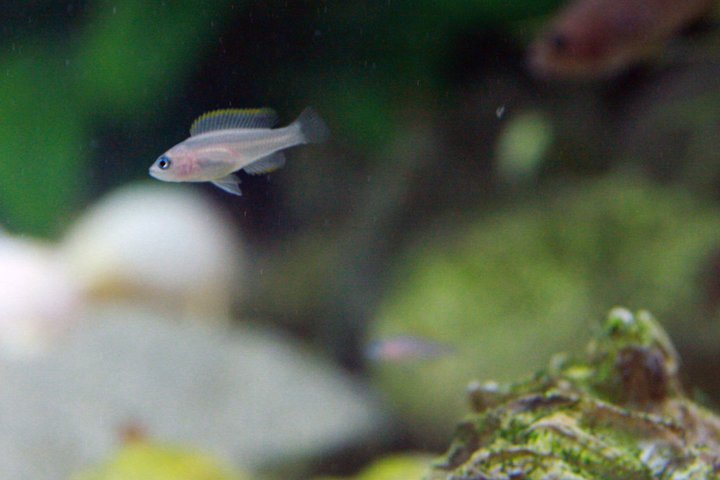
jeune
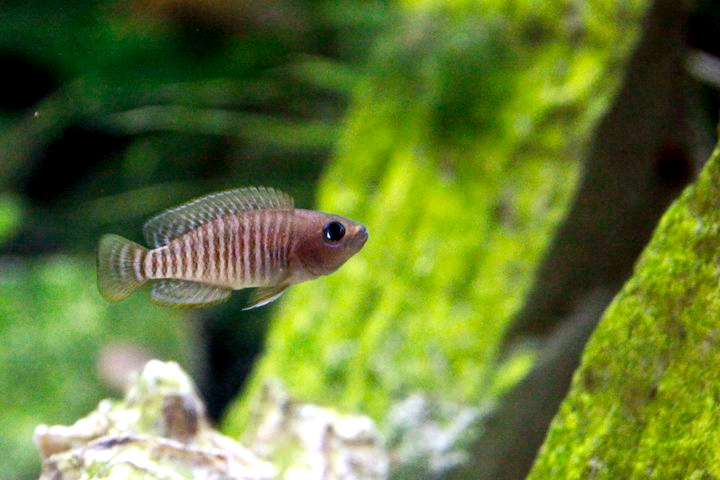
mâle
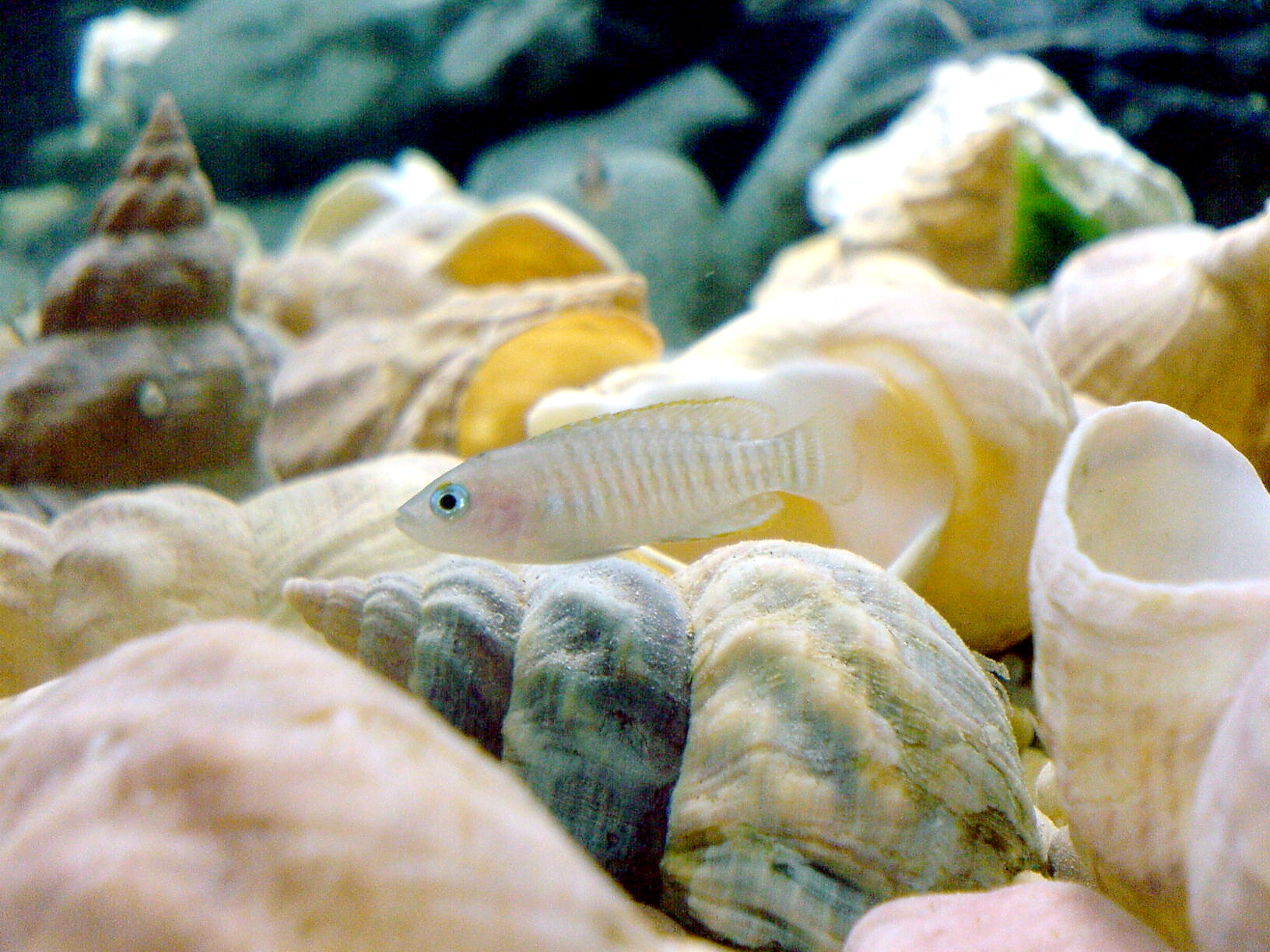
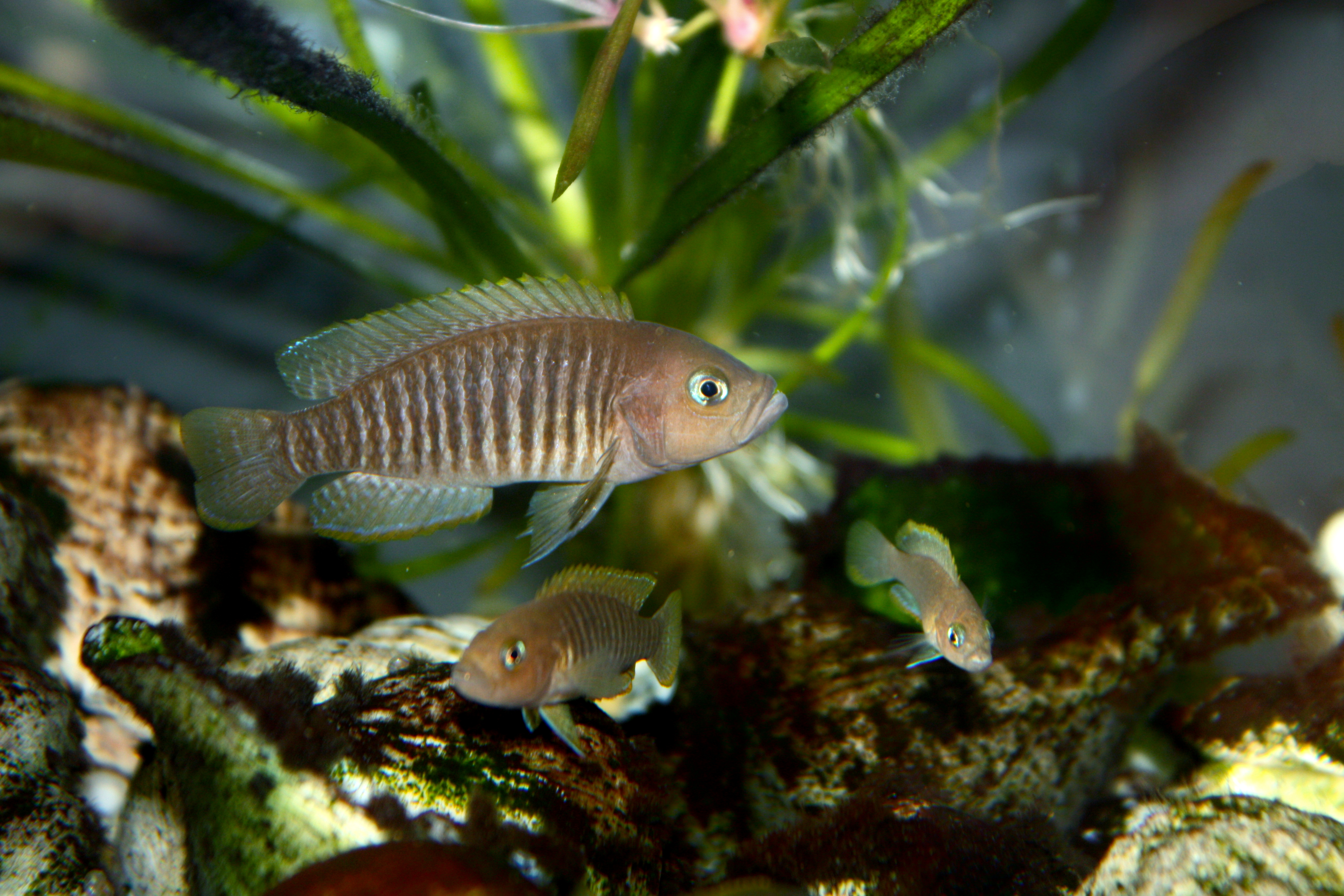
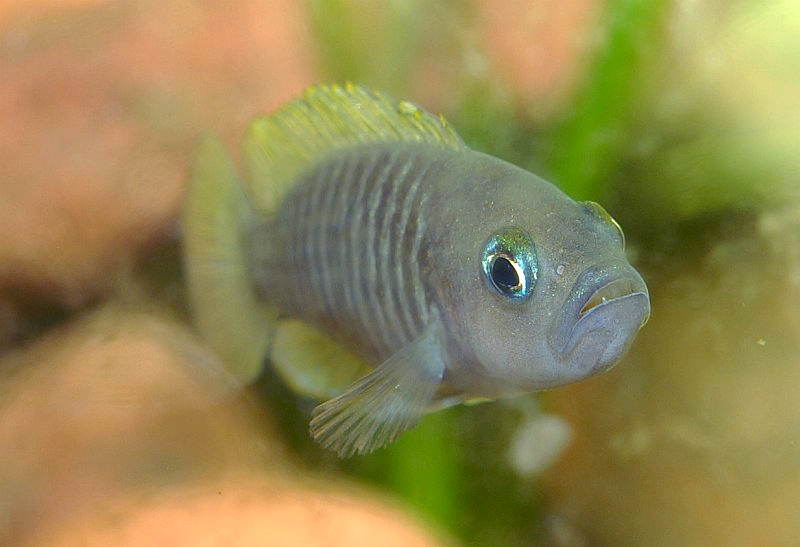

## Référence
- Boulenger, 1906 : Fourth contribution to the ichthyology of Lake Tanganyika. Report on the collection of fishes made by Dr. W.A. Cunnington during the Third Tanganyika Expedition, 1904-1905. Transactions of the Zoological Society of London, vol. 17, n. 6, p. 537-600.